# X Ambassadors
Gli X Ambassadors, anche indicati come XA, sono un gruppo musicale indie rock statunitense originario di Ithaca e attivo dal 2009. Noti principalmente grazie al singolo di successo internazionale Renegades del 2015, nel corso della loro carriera hanno pubblicato quattro album in studio.

## Storia del gruppo
Il gruppo è nato per iniziativa dei fratelli Sam e Casey Harris insieme all'amico di infanzia Noah Feldshuh. All'inizio, gli X Ambassadors, si chiamavano semplicemente Ambassadors e andavano in tour con altri artisti come i LIGHTS. In questo periodo rilasciarono un primo EP, Ambassadors, scegliendo Tropisms come singolo principale, girandone il video. Poco dopo debuttarono con un LP, Litost, di cui Unconsolable fu il singolo principale. Ne pubblicarono il video. La canzone venne successivamente registrata di nuovo.
Il brano Litost venne usato come colonna sonora del film The Host del 2013. La carriera del gruppo iniziò quando Dan Reynolds, frontman degli Imagine Dragons, sentì una versione acustica di Unconsolable dalla sua stanza d'ospedale a Norfolk, in Virginia. Reynolds chiese alla Interscope Records di metterli sotto contratto il più presto possibile. Nel 2015 pubblicano il singolo Renegades, che ottiene successo commerciale a livello globale, nonché il loro album d'esordio VHS. In seguito a tali risultati, il gruppo esegue un primo tour da headliner.
Nel 2016 hanno collaborato con Lil Wayne, Wiz Khalifa, gli Imagine Dragons e altri artisti nel brano Sucker for Pain, singolo estratto dalla colonna sonora del film Suicide Squad. Nel 2017 collaborano con Machine Gun Kelly e Bebe Rexha al brano Home, inserito nella colonna sonora del film Bright. Nel 2019 pubblicano il loro secondo album Orion, progetto che sostituisce il precedentemente annunciato Joyful. Sempre nel 2019 collaborano con la cantante Lizzo, producendo varie canzoni incluse nel suo album Cuz I Love You, e con il DJ Illenium con il quale creano il singolo Ascend.
Nel 2020 pubblicano l'EP Belong, a cui fa seguito l'anno successivo il terzo album in studio The Beautiful Liar. Nel 2024 pubblicano il quarto album Townie.

## Formazione
- Sam Harris – voce, chitarra, sassofono
- Noah Feldshuh – chitarra
- Casey Harris – tastiera, cori
- Adam Levin – batteria

## Discografia

### Album in studio
- 2015 – VHS
- 2019 – Orion
- 2021 – The Beautiful Liar
- 2024 – Townie

### EP
- 2013 – Love Songs Drug Songs
- 2014 – The Reason
- 2020 – Belong

### Singoli
- 2014 – Jungle (con Jamie N Commons)
- 2015 – Renegades
- 2015 – American Oxygen
- 2015 – Unsteady
- 2016 – Sucker for Pain (Lil Wayne, Wiz Khalifa & Imagine Dragons with Logic and Ty Dolla $ign feat. X Ambassadors)
- 2016 – Low Life 2.0
- 2017 – Hoping
- 2017 – Torches
- 2017 – The Devil You Know
- 2017 – Ahead of Myself
- 2017 – Home (Machine Gun Kelly, X Ambassadors & Bebe Rexha)
- 2018 – Joyful
- 2018 – Don't Stay
- 2019 – Boom
- 2021 – My Own Monster